# Lowell (condado de Orleans)
Lowell es un lugar designado por el censo ubicado en el condado de Orleans en el estado estadounidense de Vermont. En el año 2000 tenía una población de 228 habitantes.

## Geografía
Lowell se encuentra ubicado en las coordenadas 44°47′55″N 72°26′52″O / 44.79861, -72.44778.